# Segunda batalla de Yamena

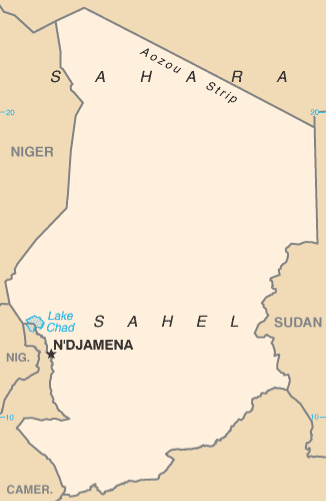
Ubicación de Yamena en Chad.

La Batalla de Yamena comenzó el 2 de febrero de 2008, cuando la oposición contra el entonces presidente desde 1990 Idriss Déby entró en la capital de Chad Yamena, tras avanzar cientos de kilómetros a través del país centroafricano. Se enmarca dentro de la Guerra Civil de Chad que dura desde el 2006.
Las fuerzas de la oposición aúnan los tres grupos Unión de Fuerzas para la Democracia y el Desarrollo, Unión de Fuerzas para la Democracia y el Desarrollo-Fundamental y Reunificación de Fuerzas para el Cambio.

## Antecedentes y avance de los rebeldes hacia Yamena
Poco después del comienzo de la guerra, las fuerzas gubernamentales ya consiguieron repeler tras una primera batalla el ataque de los rebeldes sobre la capital en 2006, donde probablemente murieron cientos de personas. Esto fue gracias al apoyo de la antigua potencia colonial, Francia, que envió tropas.
Las fuerzas rebeldes iniciaron su avance sobre Yamena cerca de la frontera oriental con Sudán disponiendo de 300 vehículos.
El 31 de enero de 2008 los rebeldes dijeron que se apoderaron de una ciudad de importancia estratégica en la región central de Batha, a unos 400 kilómetros de la capital.
Un portavoz de los grupos rebeldes unidos dijo que habían capturado a Oum Hadjer el 30 de enero.
Así se movilizaron las patrullas del ejército en Yamena, por si los rebeldes trataban de avanzar hacia ella, lo que confirmó el portavoz rebelde Abderaman Koulamallah a la AFP:
"Estamos avanzando hacia Yamena".
El ejército chadiano dijo que el 1 de febrero derrotó a los combatientes de la oposición en Massaguet, unos 50 kilómetros al noreste de la capital. 
Amad Allam-Mi, el ministro de Asuntos Exteriores de Chad, dijo a última hora del viernes que habían parado a la oposición llegar a Yamena.
"Los rebeldes fueron derrotados después de graves enfrentamientos, la capital está en calma y bajo control", dijo durante la cumbre de la Unión Africana en Addis Abeba. Sin embargo, Timan Erdimi, uno de los dirigentes de la oposición rebatió diciendo que sus hombres derrotaron a los combatientes militares.
En medio de las crecientes tensiones, Francia envió una unidad de combate de 126 tropas extra en el Chad, para reforzar las 1100 presentes.

## Desarrollo
El 2 de febrero, los rebeldes chadianos entraron en la capital, Yamena y se dirigieron al palacio presidencial. Testigos presenciales informaron que las batallas se hallaban al sur y este de Yamena, propagándose después a los alrededores del palacio presidencial.
Un residente de una embajada occidental dijo a la agencia de noticias Reuters: "Los rebeldes se encaminan al palacio y distan dos manzanas. Los rebeldes van ganando".
Finalmente la guerrilla tomó la capital el mismo día y tras media jornada de lucha contra el ejército chadiano, sin embargo los leales y el presidente aún resisten en el palacio presidencial. Aunque se desconoce la suerte de Idriss Déby, a quien los rebeldes pretender derrocar, sin embargo este rechazó la oferta de Francia de usar sus tropas para evacuarlo del país.